# Cikánečka
Cikánečka (španělsky La Gitanilla) je jedna z dvanácti Příkladných novel (Novelas Ejemplares), které napsal Miguel de Cervantes y Saavedra mezi léty 1590 až 1612; sbírka byla vydána v roce 1613 ve Španělsku.

## Obsah

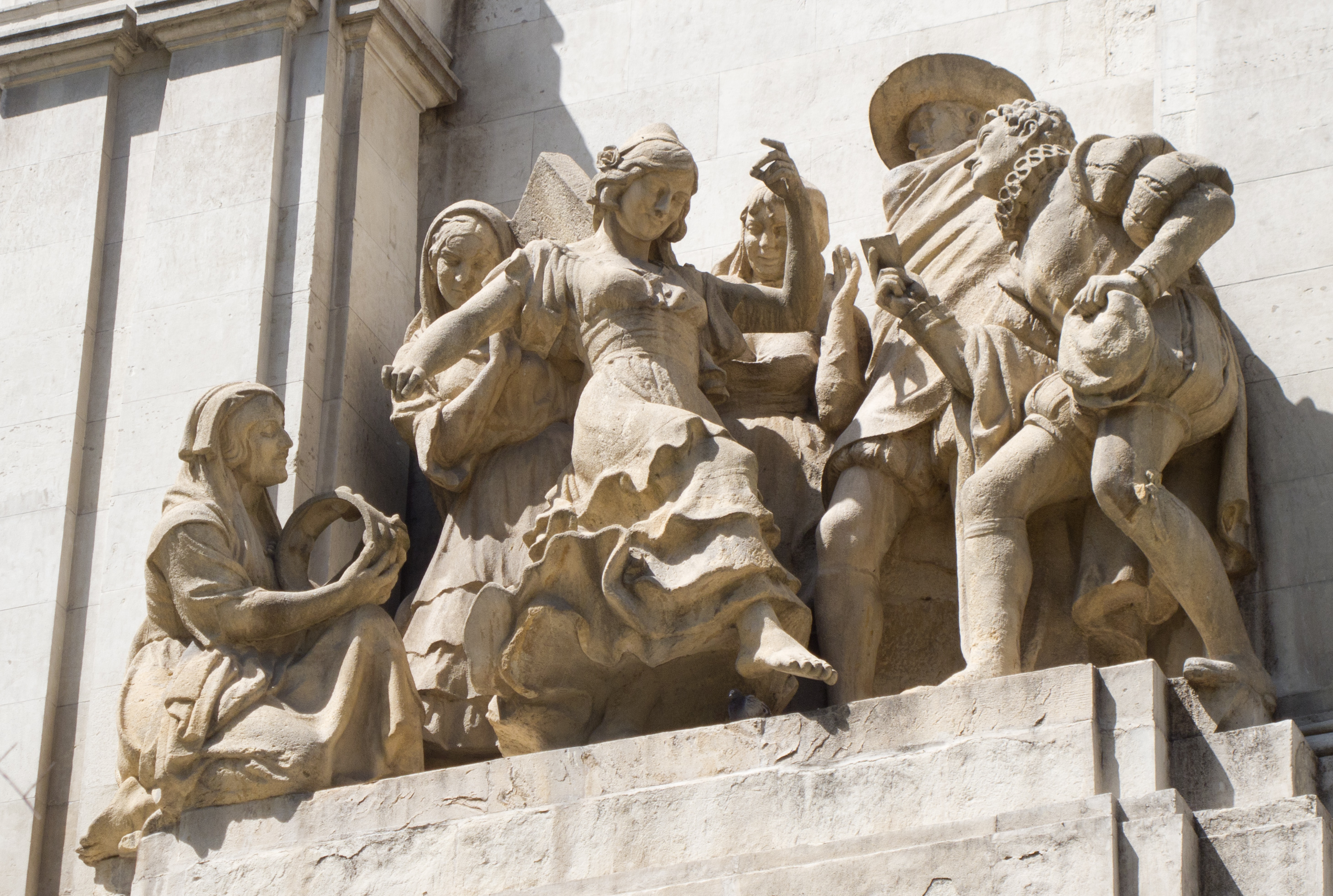
Cikánečka (F. Coullaut-Valera, 1960), detail pomníku Miguela Cervantese na náměstí Plaza de España v Madridu

Děj novely se odehrává v Madridu a v Extremaduře. Novela pojednává o patnáctileté cikánce jménem Preciosa (nádherná), která svou nebývalou krásou upoutává pohledy všech mužů. Vedena svou chůvou tančí a zpívá na městských prostranstvích. Obě žijí v cikánské komunitě a kočují z místa na místo. Jednou se do Preciosy zamiluje mladý šlechtic Juan, který ji chce okamžitě pojmout za manželku. Preciosa je však velmi bystrá a cudná, a proto ho nejdřív požádá, aby s cikány po dva roky žil, a teprve pak se rozhodnou, zda spolu opravdu chtějí být; do té doby nedojde k žádnému intimnímu kontaktu. Poblázněný mladík uteče z domova, lže, že se jede zocelit v boji do Flander, ale ve skutečnosti přijímá Preciosin požadavek.
Mezi cikány se naučí jinému životu, uznávají jej jako autoritu a Preciosa se do něj pozvolna zamilovává. Jediné, čemu se za svůj pobyt nenaučí, je zlodějské umění, na které jsou v komunitě tak hrdí. Protože má vlastní peníze, kupuje rozličné věci, které pak vydává za kradené. Je velice pohledný, proto se do něj zamiluje dcera hostinského, kde se v tu dobu cikáni zdržují. On je věrný závazku, který dal Preciose, a proto ji odmítne. Ta se chce pomstít, a proto mu tajně strčí do cestovního vaku své šperky, a pak ho obviní, že ji okradl. Juan, kterého cikáni přezdívají Andrés Caballero, je zatčen, ale ještě než ho spoutají, zabije drába, který ho urazil na cti. Za tento čin ho čeká nejvyšší trest. Všechny cikány odvezou do Murcie do žaláře, jen Preciosa je díky své kráse uvedena až do komnat Dona Azeveda, nejvyššího úředníka. Prosí za Andrése, pláče a snaží se Azevedovi a jeho manželce vysvětlit, že její nastávající je nevinný. Azevedova žena pláče také, neboť si vzpomněla na svou dceru, která zmizela, když byla ještě dítě.
Chůva chce oběma udělat radost, proto řekne, že ví, jak je potěšit. Otevře skříňku s Preciosinými šperky a podá jí manželům. Manželka pozná šperky svého děťátka a prozkoumá Preciosino tělo, jestli souhlasí mateřská znamínka. Preciosa je její dcera, kterou chůva před lety unesla z panského domua její pravé jméno je Constanza z rodu Azevedů a Menesesů. Toto šťastné shledání zachrání i mladíka Juana (Andrése), protože trest nejvyšší se nemůže vykonat na nastávajícím dcery vysokého úředníka. Juan se vrátí k otci, který mu odpustí podvod, a milenci se mohou vzít.